# Saison 2006-2007 du Royal Evere White Star Hockey Club
Maillots
Chronologie
Saison précédente Saison suivante

## Effectifs

### Buteurs (toutes compétitions)
| Rang  | Joueur                       | Championnat (1er Tour) | Championnat (2e Tour) | Coupe de Belgique | Total |
| ----- | ---------------------------- | ---------------------- | --------------------- | ----------------- | ----- |
| 1     | Grégory Gucassoff            | 10                     | 4                     | 0                 | 14    |
| 2     | Jonathan Delguste            | 2                      | 3                     | 0                 | 5     |
| 3     | Elliot Mathieu               | 0                      | 3                     | 0                 | 3     |
| 3     | Quentin Noël                 | 2                      | 1                     | 0                 | 3     |
| 3     | Geoffroy Boulanger           | 0                      | 3                     | 0                 | 3     |
| 6     | Hugo Benhaiem                | 1                      | 1                     | 0                 | 2     |
| 6     | Sébastien De Geyter          | 0                      | 2                     | 0                 | 2     |
| 6     | Jérôme Robyns De Schneidauer | 1                      | 1                     | 0                 | 2     |
| 6     | Anthony Santino              | 0                      | 2                     | 0                 | 2     |
| 10    | Xavier Santolaria            | 0                      | 1                     | 0                 | 1     |
| Total | Total                        | 16                     | 21                    | 0                 | 37    |

## Recrutement

### Messieurs

#### Arrivées
| Joueur             | Poste     | Provenance            | Division    |
| ------------------ | --------- | --------------------- | ----------- |
| Thibault Bigaré    | Défenseur | R. E. White Star H.C. | Réserves    |
| Anthony Santino    | Milieu    | Old Club de Liège     | Nationale 1 |
| Geoffroy Boulanger | Attaquant | R. La Rasante H.C.    | Nationale 2 |

#### Départs
| Joueur              | Poste     | Provenance          | Division         |
| ------------------- | --------- | ------------------- | ---------------- |
| Julien Schoo Ians   | Gardien   | Waterloo Ducks H.C. | Division Honneur |
| Simon De Broux      | Défenseur | R. La Rasante H.C.  | Nationale 2      |
| Robert Gucassoff    | Défenseur | Arrêt               | -                |
| Benoît Vanasch      | Défenseur | Arrêt-étude         | -                |
| Maximiliano Garreta | Milieu    | R. Racing C.B.      | Division Honneur |
| Gabriel Garreta     | Attaquant | R. Racing C.B.      | Division Honneur |
| Christopher Buxant  | Attaquant | K.H.C. Leuven       | Division Honneur |
| Charlie Crauwels    | Attaquant | R. Daring H.C.      | Nationale 1      |

## Les rencontres de la saison

### Messieurs

#### Championnat de Division Honneur(1erTour)
| Date       | J.     | Adversaire          | Lieu  | Score | Buteurs                                   |
| ---------- | ------ | ------------------- | ----- | ----- | ----------------------------------------- |
| 10/09/2006 | 1re J. | Waterloo Ducks H.C. | RWSC1 | 2-3   | Noël, Gucassoff                           |
| 17/09/2006 | 2e J.  | R. Antwerp H.C.     | ANTW1 | 7-0   | -                                         |
| 24/09/2006 | 3e J.  | R. Pingouin H.C.N.  | RWSC1 | 2-4   | Gucassoff (x2)                            |
| 01/10/2006 | 4e J.  | R. Uccle Sport      | UCCL1 | 3-0   | -                                         |
| 08/10/2006 | 5e J.  | K.H.C. Leuven       | RWSC1 | 3-3   | Noël, Benhaiem, Jé. Robyns De Schneidauer |
| 15/10/2006 | 6e J.  | R. Racing C.B.      | RACI1 | 5-2   | Gucassoff (x2)                            |
| 22/10/2006 | 7e J.  | R. Léopold Club     | LEOP1 | 6-1   | Gucassoff                                 |
| 29/10/2006 | 8e J.  | K.H.C. Dragons      | RWSC1 | 1-3   | Gucassoff                                 |
| 01/11/2006 | 9e J.  | R. Orée T.H.B.      | OREE1 | 2-0   | -                                         |
| 05/11/2006 | 10e J. | R. Beerschot T.H.C. | RWSC1 | 2-4   | J. Delguste, Gucassoff                    |
| 12/11/2006 | 11e J. | R. Herakles H.C.    | HERA1 | 3-3   | J. Delguste, Gucassoff (x2)               |

| Rang | Équipe               | Pts | J  | G | N | P  | Bp | Bc | Diff |
| ---- | -------------------- | --- | -- | - | - | -- | -- | -- | ---- |
| 1    | R. Antwerp H.C.      | 27  | 11 | 9 | 0 | 2  | 43 | 23 | +20  |
| 2    | K.H.C. Leuven        | 24  | 11 | 7 | 3 | 1  | 40 | 28 | +12  |
| 3    | Waterloo Ducks H.C.  | 22  | 11 | 7 | 1 | 3  | 37 | 26 | +11  |
| 4    | R. Léopold Club      | 22  | 11 | 7 | 1 | 3  | 35 | 24 | +11  |
| 5    | R. Beerschot T.H.C.  | 21  | 11 | 7 | 0 | 4  | 28 | 26 | +2   |
| 6    | K.H.C. Dragons       | 19  | 11 | 6 | 1 | 4  | 33 | 24 | +9   |
| 7    | R. Uccle Sport       | 16  | 11 | 5 | 1 | 5  | 29 | 31 | -2   |
| 8    | R. Pingouin H.C.N.   | 15  | 11 | 4 | 3 | 4  | 34 | 35 | -1   |
| 9    | R. Racing C.B.       | 13  | 11 | 4 | 1 | 6  | 39 | 36 | +3   |
| 10   | R. Orée T.H.B.       | 9   | 11 | 3 | 0 | 8  | 21 | 39 | -18  |
| 11   | R.E. White Star H.C. | 2   | 11 | 0 | 2 | 9  | 16 | 43 | -27  |
| 12   | R. Herakles H.C.     | 1   | 11 | 0 | 1 | 10 | 21 | 41 | -20  |

Division Honneur A
- Qualifié pour le tour final
- Barragiste

#### Championnat de Division 1A (2eTour)
| Date       | J.     | Adversaire          | Lieu  | Score | Buteurs                                         |
| ---------- | ------ | ------------------- | ----- | ----- | ----------------------------------------------- |
| 03/12/2006 | 1re J. | R. Uccle Sport      | RWSC1 | 1-2   | Gucassoff                                       |
| 10/12/2007 | 2e J.  | Langeveld H.C.      | LEOP1 | 0-3   | Gucassoff (x2), Benhaiem                        |
| 11/02/2007 | 3e J.  | R.T.H.C. Wellington | WELL1 | 3-2   | Boulanger, Santino                              |
| 18/02/2007 | 4e J.  | Old Club de Liège   | RWSC1 | 2-3   | Mathieu, Gucassoff                              |
| 04/03/2007 | 5e J.  | R. Orée T.H.B.      | OREE1 | 4-1   | J. Delguste                                     |
| 11/03/2007 | 6e J.  | R. Uccle Sport      | RWSC1 | 2-2   | Santino, Boulanger                              |
| 18/03/2007 | 7e J.  | Langeveld H.C.      | RWSC1 | 3-1   | Jé. Robyns De Schneidauer, Boulanger, De Geyter |
| 25/03/2007 | 8e J.  | R.T.H.C. Wellington | RWSC1 | 2-5   | J. Delguste, Mathieu                            |
| 15/04/2007 | 9e J.  | Old Club de Liège   | OLDC1 | 5-2   | J. Delguste, De Geyter                          |
| 22/04/2007 | 10e J. | R. Orée T.H.B.      | RWSC1 | 3-3   | Noël, Santolaria, Mathieu                       |

| Rang | Équipe               | Pts | J  | G | N | P  | Bp | Bc | Diff |
| ---- | -------------------- | --- | -- | - | - | -- | -- | -- | ---- |
| 1    | R. Uccle Sport       | 23  | 10 | 7 | 2 | 1  | 41 | 22 | +19  |
| 2    | R. Orée T.H.B.       | 19  | 10 | 5 | 4 | 1  | 42 | 25 | +17  |
| 3    | R.T.H.C. Wellington  | 18  | 10 | 5 | 3 | 1  | 32 | 23 | +9   |
| 4    | Old Club de Liège    | 16  | 10 | 5 | 1 | 4  | 32 | 29 | +3   |
| 5    | R.E. White Star H.C. | 8   | 10 | 2 | 2 | 6  | 21 | 31 | -10  |
| 6    | Langeveld H.C.       | 0   | 10 | 0 | 0 | 10 | 8  | 47 | -39  |

Division Honneur A
- Promotion en Division Honneur 2007-2008
- Relégation en Division Nationale 1 2007-2008